# Слободан Младеновић
Слободан Младеновић (Лесковац, 1929 — 2002) био је српски професор и културни радник.

## Биографија
Рођен је од оца Атанасија Младеновића, угледног лесковачког књижевника. Магистрирао је књижевност са тезом о Јосипу Козарцу. 
Био је професор српскохрватског језика у Медицинској школи и помоћник директора. Радио је као главни и одговорни уредник при Радничком универзитету односно Културном центру "Милентије Поповић". Објављивао је у Нашој речи, Нашем стварању, Радио Лесковцу, Радио Београду. Неко време је био главни и одговорни уредник часописа Наше стварање. 
Основао је и неко време био главни и одговорни уредник листа за младе Трибина младих. Зачетник је ликовне колоније "Копашница" односно "Власина". Аутор је књига Сусрети са савременицима и Лековита својства Сијаринске Бање.
Добио је више признања и захвалница, међу којима је најзначајнија Златна значка културе КПЗ Републике Србије.